# Towarzystwo Przyjaciół Muzeum Narodowego w Krakowie
Towarzystwo Przyjaciół Muzeum Narodowego w Krakowie, TP MNK – organizacja pozarządowa o charakterze stowarzyszenia osób fizycznych. Za główny cel stawia sobie upowszechnianie wiedzy o sztuce wizualnej i użytkowej oraz kulturze artystycznej, podejmowanie badań naukowych nad stanem i historią sztuki, a także pogłębianie zamiłowania kolekcjonerskiego wśród społeczeństwa i wspieranie finansowe Muzeum Narodowego w Krakowie w działalności statutowej.
Towarzystwo zostało założone w 1903 z inicjatywy Teodora Axentowicza, Feliksa Jasieńskiego, Feliksa Kopery i Leona Wyczółkowskiego. Początkowym celem organizacji był zakup dzieł, głównie obrazów, polskich artystów oraz utworzenie publicznego muzeum sztuki w Krakowie, reprezentującego ówczesną sztukę polską. W pierwszym etapie działalności Towarzystwo organizowało wystawy malarstwa i rzeźby oraz odczyty popularnonaukowe o sztuce; wspierało również finansowo polskich artystów. 
Obecnie TP MNK zrzesza ok. 400 członków, miłośników sztuki, popularyzatorów wiedzy o niej, kolekcjonerów oraz muzealników i historyków sztuki. Towarzystwo czynnie współpracuje merytorycznie i finansowo z MNK; do największych osiągnięć w ostatnich latach należy: dofinansowanie zakupu grafik Stanisława Fijałkowskiego, zakup dwóch ewangeliarzy cerkiewnych z XVIII w., zorganizowanie cyklu wykładów Wokół Muzeum, zorganizowanie wystawy Rozmowy niedokończone - wokół "Rejtana" Jana Matejki oraz pozyskanie znacznej kwoty środków na wsparcie działalności Muzeum Karola Szymanowskiego "Atma" w Zakopanem.

## Linki
- Towarzystwo na stronie MNK